# Gebhard von Urach
Gebhard von Urach (* im 11. Jahrhundert; † 11. Januar 1141) war zwischen 1131 und 1141 Fürstbischof von Straßburg unter der Herrschaft von Kaiser  Lothar III. und König Konrad III., dem Pontifikat von Innozenz II. und der Schirmherrschaft der Metropoliten Adalbert I. von Saarbrücken und Adalbert II. von Saarbrücken.

## Leben und Wirken

### Eine schwäbische adelige Herkunft

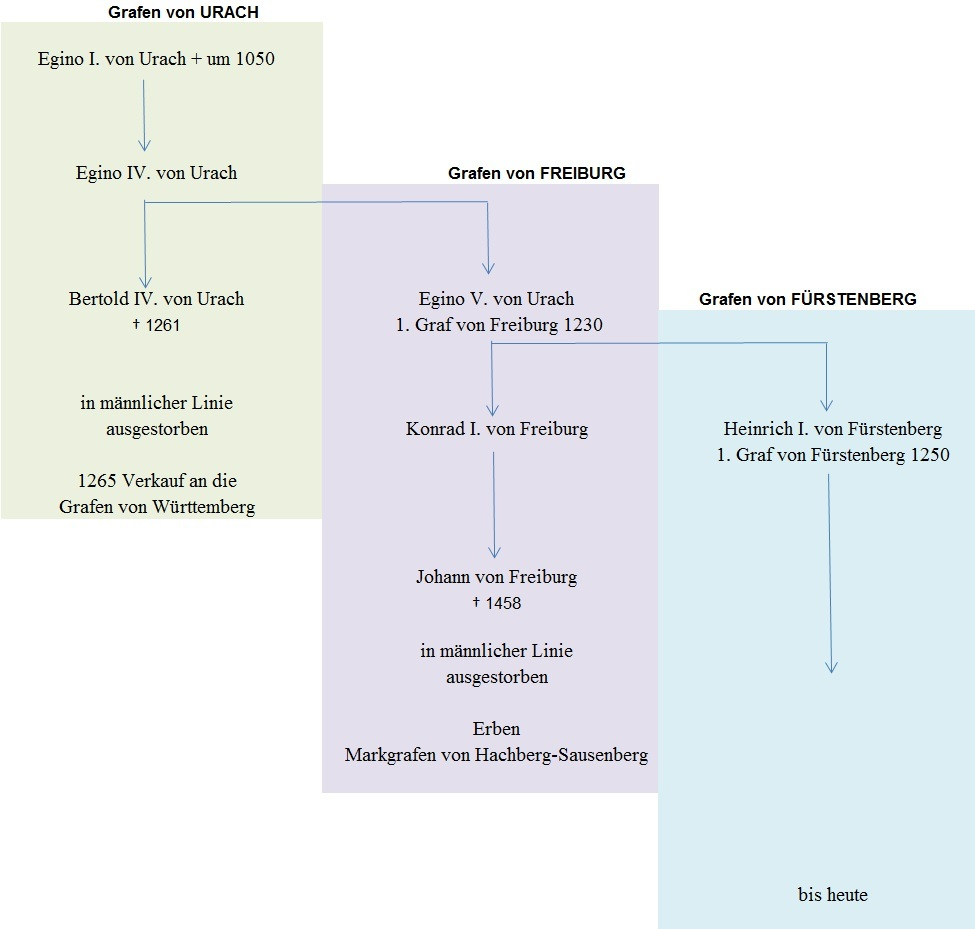
Stammbaum Urach-Freiburg-Fürstenberg

Gebhard von Urach war der Sohn von Egino II. (1091–1105), Graf im Swiggerstal (Ermstal) und Kunigunde, Gräfin von Rheinfelden. Er war der Bruder von Egino III. dem Jüngeren, Udalhild (Gründerin des Klosters St. Nicholas) und Alberada und der Neffe des Bischofs von Speyer, Gebhard, und des Kuno von Praeneste. Sein Großvater war Egino I. von Dettingen, der Ältere, Graf von Achalm und Urach. Eine Seitenlinie der Uracher mündete in das Fürstenhaus Fürstenberg.

### Ein weltlicher und welfischer kriegsführender Bischof
Weil der spätere Kaiser Lothar III. die Ernennung von Gebhard von Urach zum Bischof von Straßburg begünstigte, fühlte sich Letzterer dazu verpflichtet, die Interessen und die Politik von dem Kaiser zu verteidigen. Dabei geriet er in Konflikt mit dem Herzog von Schwaben und Elsass, Friedrich II. dem Einäugigen, dem ghibellinischen Gegner von Lothar, Herzog von Sachsen, in der Thronfolge von Heinrich V.

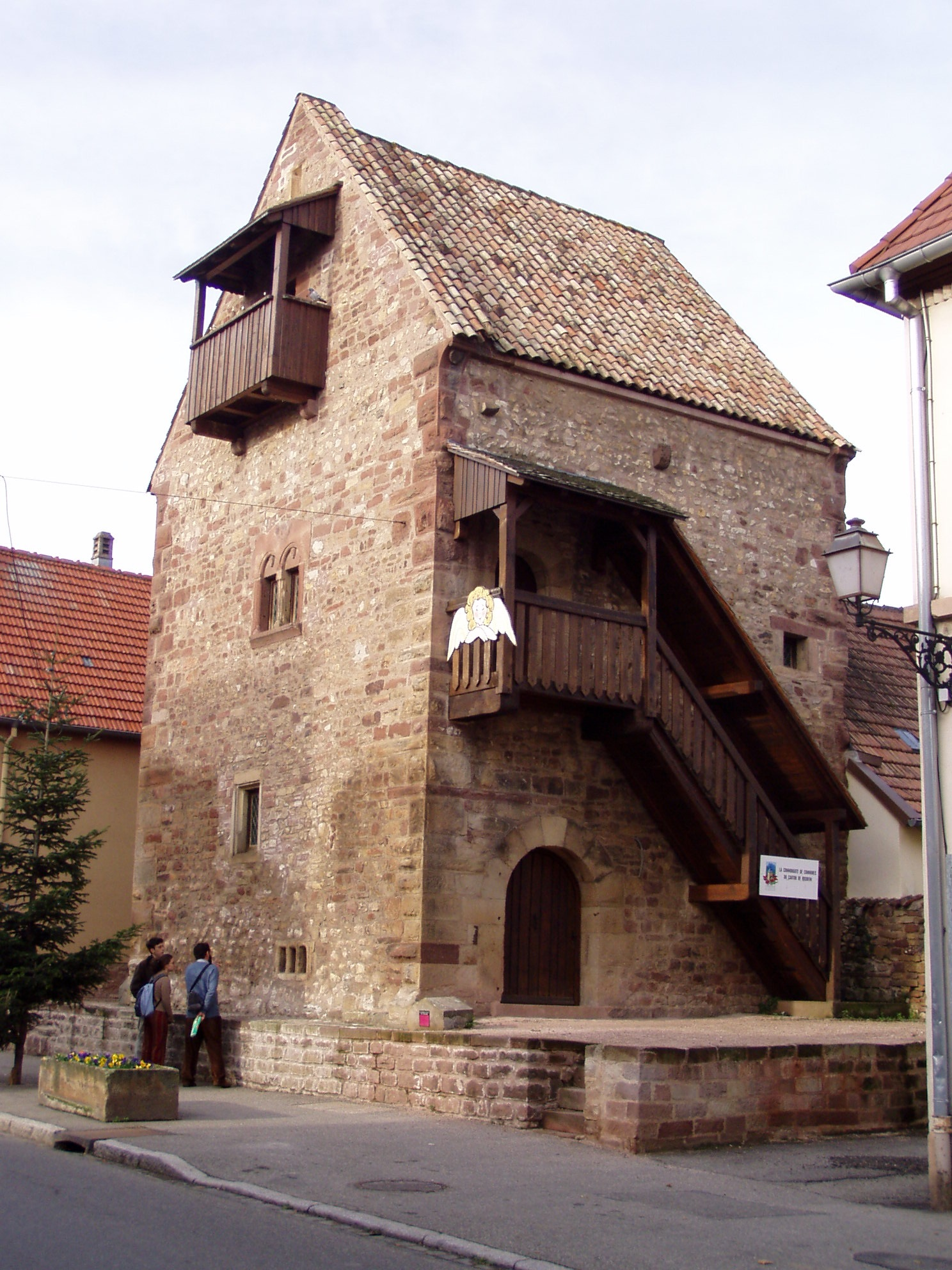
Rosheim, romanisches Haus

Die Heere des Straßburger Bischofs und des schwäbischen Herzogs stießen 1131 bei Gougenheim im elsässischen Kochersberg aufeinander. Gebhard von Urach siegte über den truppenmäßig stärkeren Friedrich den Einäugigen und bemächtigte sich mehrerer Burgen des Herzogs von Schwaben.
Die Auseinandersetzungen wurden damit nicht beigelegt, denn ein Jahr später nahm Gebhard von Urach die Reichsstadt vom Zehnstädtebund Rosheim ein. Dabei verbrannte ein Großteil der Stadt, unter anderen beide Pfarrkirchen, die Nieder- und Oberkirche. 1136 erlitt der Herzog von Schwaben eine neue Niederlage gegen seinen Straßburger Kontrahenten in der Schlacht von Dunzenheim.
Die Spannungen zwischen dem Bistum Straßburg und den Staufern legten sich, als Konrad III. zum König gekrönt wurde. 1139 besuchte Konrad III. das Elsass, hielt sich in der Reichsstadt Weißenburg auf und kam von dort aus nach Straßburg im Mai 1139, wo ihm zahlreiche Fürsten und Prälaten einen Besuch abstatten wollten. Der König kam 1140 erneut ins Elsass und residierte in Molsheim.

### Verwaltung Gebhards
Im Jahre 1137 weihte Gebhard von Urach die Kirche des Nonnenklosters zu Sindelsberg nahe dem Benediktinerkloster von Marmoutier der allerheiligsten Jungfrau und dem heiligen Blasius zu Ehren ein. Das Nonnenkloster wurde 1115 von Richwin, dem Abt von dem altehrwürdigen Kloster Neuweiler, gestiftet.
1137 verließen einige Stiftsherren den Bruderhof und wandten sich von dem Gemeinschaftsleben ab. Sie zogen jeweils in eine eigene Wohnung in der Stadt ein.
Parallel zu der verstärkten Emanzipation der Straßburger Bürger durch die Urkunde des 20. Januar 1129 auf Wunsch des Kaisers Lothar III., bildeten die Straßburger Stiftsherren das Hohe Stift (Grand chapitre), das aus 24 Adeligen bestand. Die Domherren verweltlichten sich zunehmend, sodass manche nicht mehr die geistliche Weihe empfingen. Präbendare erfüllten deren Funktionen und bildeten zu diesem Zweck den Hohen Chor (grand coeur). Die Zahl der Präbendare stieg von 9 auf 63 und wurde endlich auf 20 reduziert. Die älteste Urkunde, in der die Präbendare erwähnt sind, ist von 1231. Sie besaßen als Benefiziaten dieselben Rechte und Privilegien, wie die üblichen Stiftsherren der Kollegialen Sankt Thomas oder Sankt Peter. Der Hohe Chor übte Herrschaftsrechte in folgenden Ortschaften aus: Gambsheim, Wantzenau, Honau, Abretzheim, Killstett, Bettnhofen, Reichstett, Suffelweyersheim.
In dem Jahr 1140 geriet das Straßburger Münster wegen eines Blitzschlags in Brand, was zum Verlust aller Charten und Urkunden führte. Es soll Gebhard von Urach sehr geschmerzt haben. Das Münster hatte innerhalb von 150 Jahren fünfmal gebrannt. 1176 blieben nur noch die Krypta und der Chor übrig. 1180 begann der Neubau der Kathedrale ohne Holzdecke und mit Steingewölben auf der Grundlage der Basilika, die der Bischof Werner I. von Habsburg am Anfang des 11. Jahrhunderts bauen ließ.